# Циклическая безработица
Циклическая безработица (англ. cyclical unemployment) — безработица, порождаемая недостаточным объёмом совокупных расходов. Это один из самых нестабильных видов безработицы, поскольку она порождается спадом производства и проблемам в экономике страны. Она часто приводит к снижения спроса на рабочую силу, поскольку при ней люди либо теряют работу, либо объем выполняемой ими работы сокращается, что приведет к уменьшению заработной платы.
Также при такой безработице, число безработных превышает число вакансий на рынке.